# Shimoda Hokuto
Shimoda Hokuto (下田北斗 Shimoda Hokuto, 7 tháng 11 năm 1991) là một cầu thủ bóng đá người Nhật Bản thi đấu cho Shonan Bellmare.

## Sự nghiệp
Shimoda đóng vai trò quan trọng trong thành công của bóng đá Đại học Senshu, khi được trao danh hiệu cầu thủ xuất sắc nhất bởi Kanto University Football Association năm 2013, ngay trước khi gia nhập Ventforet Kofu cho mùa giải 2014.
Sau 2 mùa giải ở Yamanashi, anh ký hợp đồng với Shonan Bellmare năm 2016, trở về với quê nhà.

## Thống kê câu lạc bộ
Cập nhật đến ngày 23 tháng 2 năm 2018.
| Thành tích câu lạc bộ | Thành tích câu lạc bộ | Thành tích câu lạc bộ | Giải vô địch | Giải vô địch | Cúp                   | Cúp                   | Cúp Liên đoàn | Cúp Liên đoàn | Tổng cộng | Tổng cộng |
| Mùa giải              | Câu lạc bộ            | Giải vô địch          | Số trận      | Bàn thắng    | Số trận               | Bàn thắng             | Số trận       | Bàn thắng     | Số trận   | Bàn thắng |
| Nhật Bản              | Nhật Bản              | Nhật Bản              | Giải vô địch | Giải vô địch | Cúp Hoàng đế Nhật Bản | Cúp Hoàng đế Nhật Bản | Cúp Liên đoàn | Cúp Liên đoàn | Tổng cộng | Tổng cộng |
| --------------------- | --------------------- | --------------------- | ------------ | ------------ | --------------------- | --------------------- | ------------- | ------------- | --------- | --------- |
| 2014                  | Ventforet Kofu        | J1 League             | 11           | 0            | 2                     | 0                     | 4             | 0             | 17        | 0         |
| 2015                  | Ventforet Kofu        | J1 League             | 22           | 2            | 3                     | 0                     | 5             | 0             | 30        | 2         |
| 2016                  | Shonan Bellmare       | J1 League             | 23           | 2            | 1                     | 3                     | 4             | 0             | 28        | 5         |
| 2017                  | Shonan Bellmare       | J2 League             | 10           | 0            | 2                     | 0                     | –             | –             | 12        | 0         |
| Tổng cộng sự nghiệp   | Tổng cộng sự nghiệp   | Tổng cộng sự nghiệp   | 72           | 2            | 5                     | 3                     | 4             | 0             | 81        | 5         |